# Ansa (vetreria)
L'ansa è uno strumento molto usato in chimica e in microbiologia, principalmente per prove qualitative, quali i saggi alla fiamma o per campionamenti e strisci di colture batteriche. Lo strumento è costituito da una bacchetta fatta di un materiale per convenzione isolante (vetro) la cui estremità è munita di un filo di platino per raccogliere le sostanze. Viene utilizzato il platino poiché è un metallo poco reattivo e resistente alle alte temperature, caratteristiche ideali che lo rendono un ottimo substrato inerte per il saggio alla fiamma. Più comunemente, per ragioni di praticità e, soprattutto, per ragioni di carattere economico, al posto del platino viene utilizzato un composto di nichel e cromo.
L'ansa impiegata per l'inoculazione dei terreni di coltura differisce dall'ansa impiegata in chimica analitica per la forma; quella impiegata per l'inoculazione presenta un anello al termine del filo e la parte metallica è separata dal manico, che prende il nome di porta anse di Kolle, ma può anche essere un ago. L'ansa impiegata in chimica, invece, si compone di un filo di platino (o di altro metallo), lungo circa 5 cm, innestato per fusione su una bacchetta di vetro. Questo filo va conservato al riparo dall'atmosfera in una provetta di vetro.